# Wolfgang Paul
Pour l’article homonyme, voir Wolfgang Paul (football).
Ne doit pas être confondu avec Wolfgang Pauli, physicien connu pour sa définition du principe d'exclusion.
Wolfgang Paul (né le 10 août 1913 à Lorenzkirch, Royaume de Saxe et mort le 7 décembre 1993 à Bonn) est un physicien allemand. Il est colauréat avec Hans Georg Dehmelt d'une moitié du prix Nobel de physique de 1989 « pour le développement d'une technique de capture d'ions » dite « Piège de Paul (en) ».

## Biographie
Paul naît à Lorenzkirch en Allemagne. Il étudie à Berlin et Munich. Pendant la Seconde Guerre mondiale, il travaille sur la séparation isotopique. De 1952 à 1993, il est professeur à l'université de Bonn.
Paul reçoit conjointement avec Hans Georg Dehmelt une moitié du prix Nobel de physique de 1989 (l'autre moitié a été remise à Norman Foster Ramsey) « pour le développement de la technique de capture d'ions ».